# برفيز شاهباسوف
برفير أوكتاي أغلو شاهباسوف (بالأذرية: Pərviz Şahbazov) رجل دولة، ووزير الطاقة بأذربيجان منذ 12 أكتوبر 2017 حتى الآن.

## السيرة الذاتية والوظائف
ولد برفيز شاهباسوف في 24 نوفمبر لعام 1969 بمدينة باكو. وتخرج من أكاديمية البترول الحكومية بين 1986-1992. وأدى خدمته العسكرية بين 1988-1989. وفي 1998-2001 عمل في مناصب مختلفة بوزارة الخارجية الأذربيجانية،وبين 1992-1996 عمل في سفارة أذربيجان بألمانيا.
تم تعيينه وزيرُا للطاقة في جمهورية أذربيجان منذ 12 أكتوبر 2017. هو يجيد الانجليزية والألمانية والروسية.